# 宝泉寺 (津島市)
宝泉寺（ほうせんじ、寳泉寺）は、愛知県津島市池麩町2にある浄土宗西山禅林寺派の寺院。山号は飛龍山。本尊は阿弥陀如来。禅林寺の末寺。
所在地の池麩町は池之堂と麩屋町を合わせた合成地名である。池之堂という地名は、弁天池が境内にあったことに由来する。寳泉寺書院（旧服部家住宅書院）が登録有形文化財。法然上人尾張二十五霊場第4番札所。

## 歴史

### 創建
寺伝によると天文年間（1532年～1555年）に喜叟玄悦上人を開山として開創されたと伝わる。永正年間（1504年～1521年）の開創とする説もある。

### 近代
1891年（明治24年）10月28日の濃尾地震では津島・海部地域も大きな被害を受けた。宝泉寺でも本堂などが半壊したが、1892年（明治25年）に仮本堂が、1893年（明治26年）に山門と庫裏が再建された。1911年（明治44年）には鐘楼が建てられ、1929年（昭和4年）には地蔵堂と弁財天堂が建てられた。
1930年（昭和5年）、宝泉寺の檀家総代である肥料商「笹秀」の5代目服部秀助は、服部家の書院を寄進して宝泉寺に移築された。この書院は濃尾地震直後に建てられたものとされている。

### 現代
仮本堂は耐震強度不足や老朽化という問題を抱えていたことから、創建500年を記念して本堂を建て替え、2022年（令和4年）4月9日に新本堂の落慶法要を行った。

## 境内
- 本堂
- 庫裏
- 書院
- 五輪塔 - 大永4年（1524年）2月4日建立。
- 五輪塔 - 天文9年（1540年）6月25日建立。

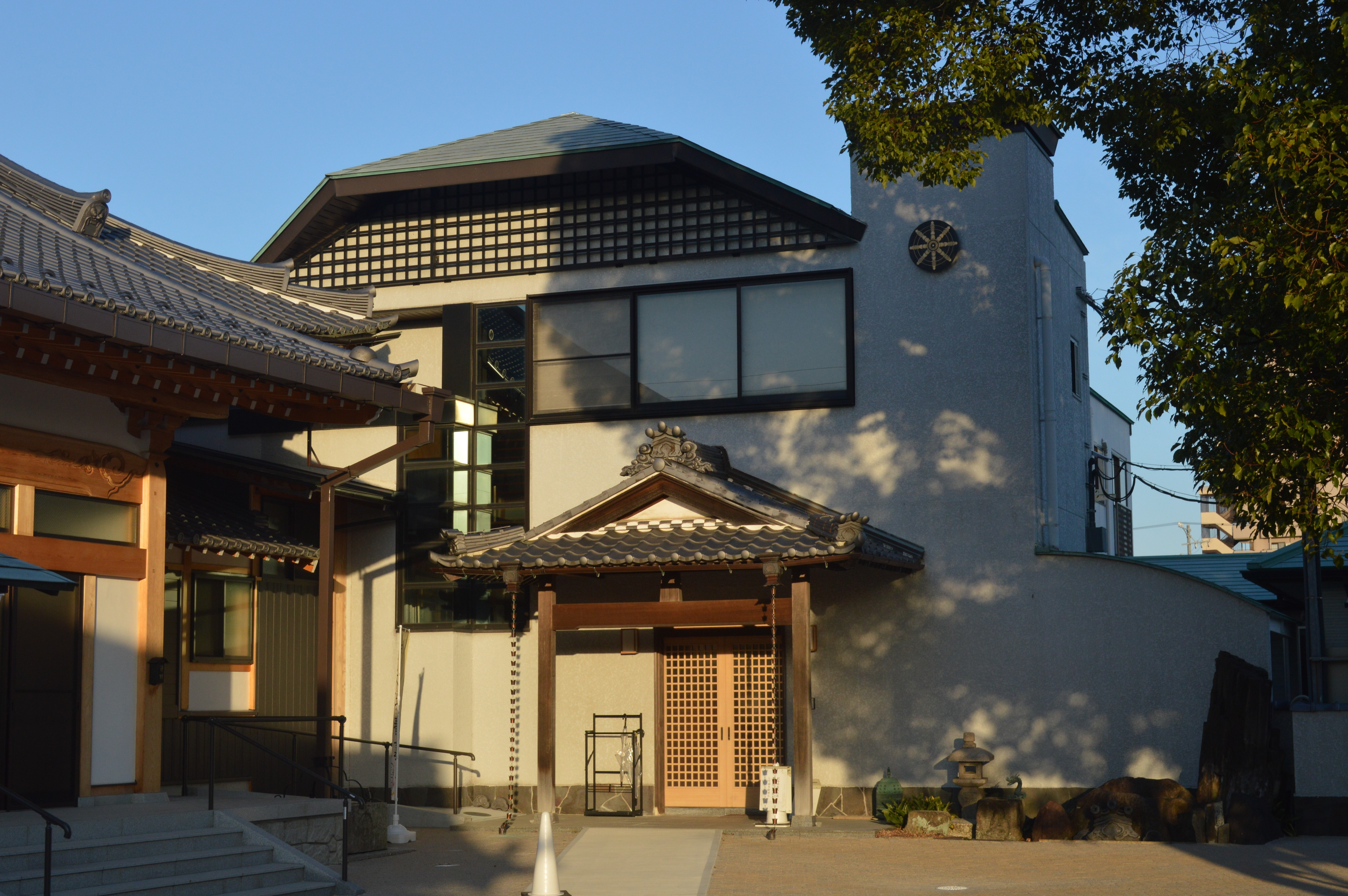
庫裏
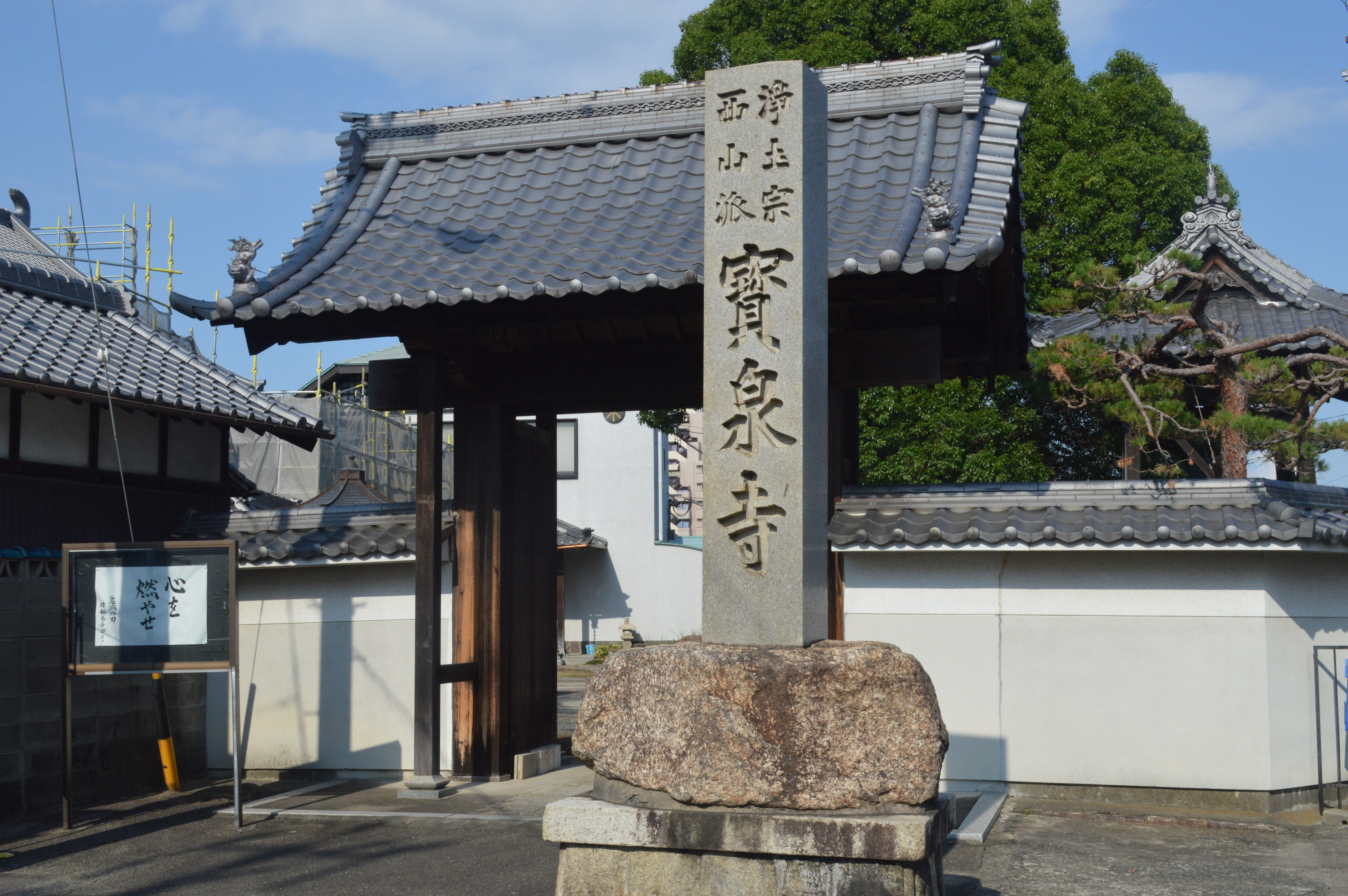
山門

## 文化財

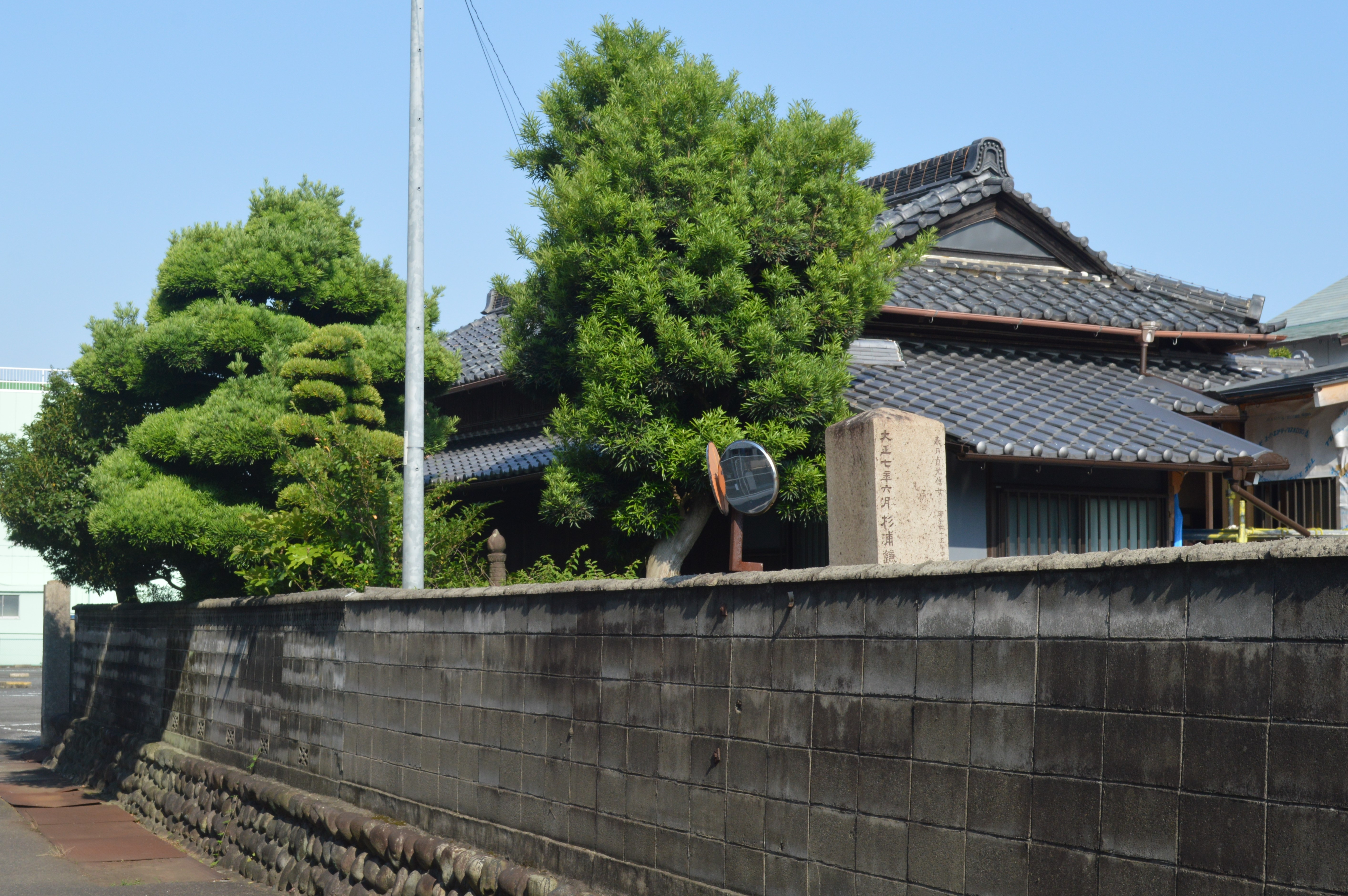
寳泉寺書院（旧服部家住宅書院）

### 登録有形文化財
- 寳泉寺書院（旧服部家住宅書院）
  - 入母屋造、桟瓦葺[2]。建築面積101平方メートル[2]。桁行15メートル、梁間6.1メートル[2]。境内北東隅にあり、廊下で本堂や庫裏と接続している[2]。座敷、次の間、茶室の3室が東西に並ぶ数寄屋風書院である[2]。
  - 1891年（明治24年）の濃尾地震後に服部家書院として竣工[4]。1930年（昭和5年）に宝泉寺に移築された[2]。2008年（平成20年）10月23日、登録有形文化財に登録された[2]。登録基準は「造形の規範となっているもの」[4]。